# Lom Kobylí hora

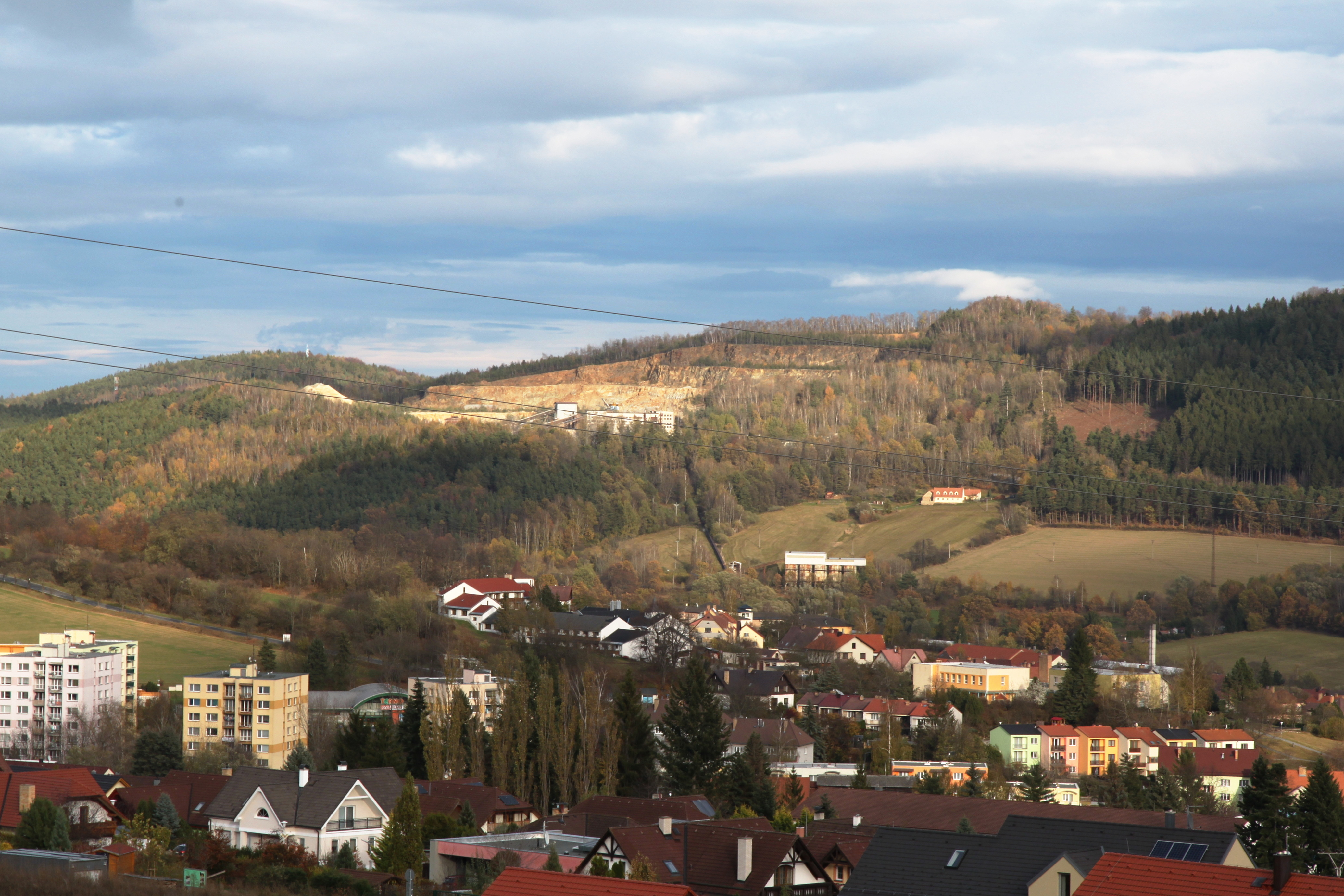
Pohled z vyhlídky Pod Cvrčkovem na Prachatice a lom pod Kobylí horou

Lom Kobylí hora je otevřený lom v úbočí Kobylí hory na území města Prachatice, asi dva kilometry severovýchodně od centra. Východní část lomu zasahuje do katastru obce Žernovice. Těží se zde granulit šedozelené barvy s akcesorickým výskytem turmalínu a biotitu. Lom vlastní a provozuje společnost Kámen a písek, spol. s. r. o. Ložisko má rozměry zhruba 830 × 560 × 110 m. K roku 2018 činila roční těžba 200 tisíc tun.

## Historie
Lom sloužil k výrobě velkých kamenných dlaždic. Ve 30. letech 20. století zde byl těžen kámen na stavbu Vodní nádrže Husinec na řece Blanici, kam byl přepravován pomocí lanovky. V 60. letech 20. století byla zbudována drtička štěrku a k lomu byla zavedena železniční vlečka. Štěrk sloužil k budování nových komunikací. Lom se postupně rozšiřoval a musely mu ustoupit tři žernovické domy. Velké množství materiálu odtud bylo použito k výstavbě jaderné elektrárny Temelín.

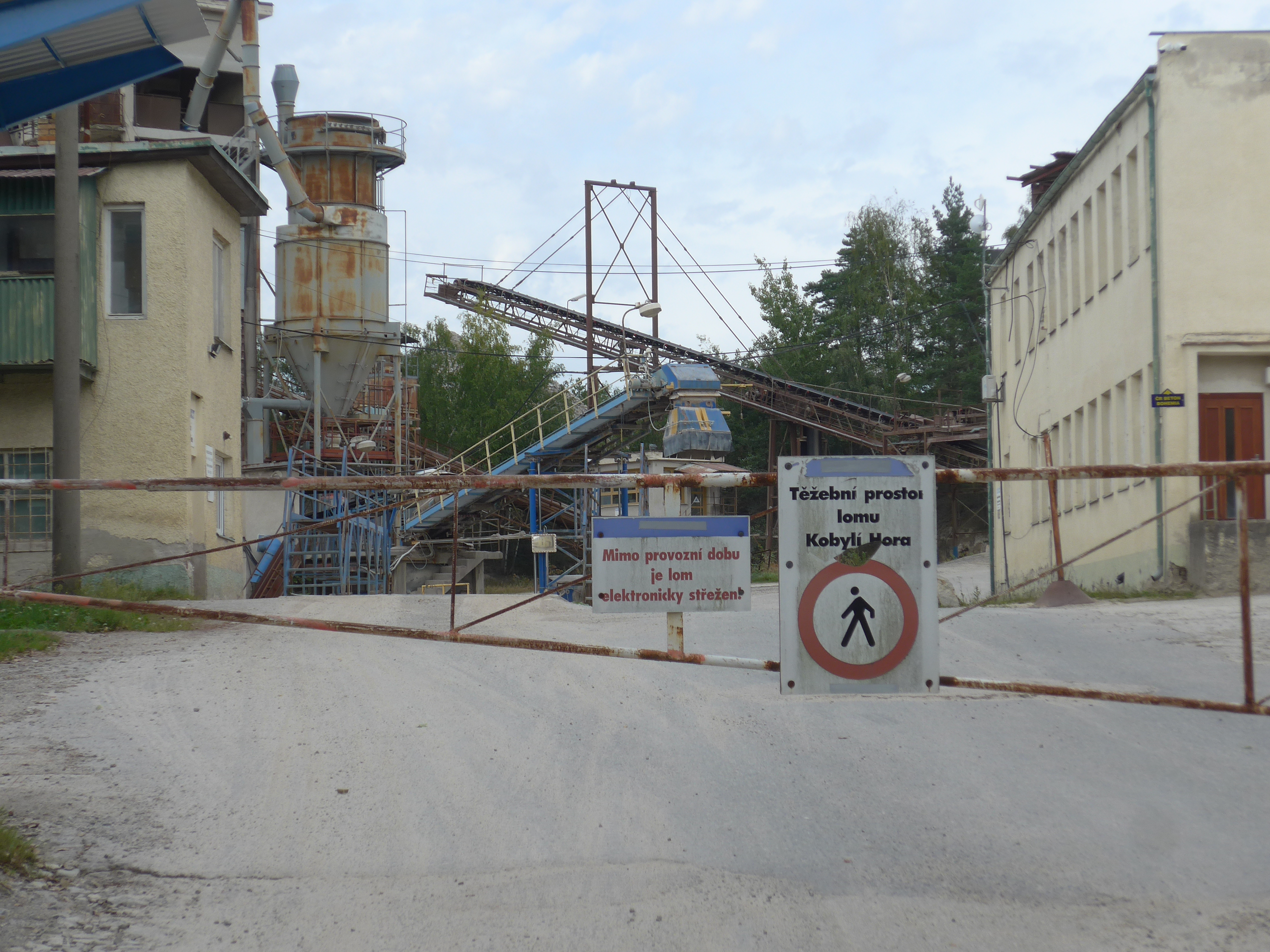
Příjezd k lomu Kobylí hora